# El pèndol
El pèndol (títol original en anglès: Pendulum) és una pel·lícula estatunidenca dirigida per George Schaefer i estrenada el 1969. Ha estat doblada al català.

## Argument
A Washington DC, el capità de policia Frank Matthews ha detingut l'homicida i violador Paul Sanderson. En el procés, el seu advocat W. W. King defensa el vici de forma, al·legant que el seu client no ha estat informat dels seus drets polítics i la Tribunal suprem deixa Sanderson amb gran perjudici per Frank. Paral·lelament, aquest sospita la seva dona Adèle de tenir una relació amb un home casat. Mentre s'ha absentat per anar a una conferència a Baltimore, la seva dona ho aprofita per trobar-se amb el seu amant Brooks Elliot, un expromès que ha arribat a senador. La parella és abatuda mentre estan al llit. Frank és el primer sospitós i, malgrat el seu recurs a un advocat, el mateix advocat que havia defensat Sandernon, és detingut. Ell no té cap dubte de la culpabilitat de Sanderson. Reeix a escapar-se i troba Sanderson a la seva residència a Pennsilvània. Quan s'enfronten, obté la seva confessió i en el moment en què Sanderson està a punt de matar-lo, la senyora Sanderson mare ho impedeix. Absolt i de tornada a Washington, Frank dubta del seu futur a la policia.

## Repartiment
- George Peppard: el capità Frank Matthews
- Jean Seberg: Adèle Matthews
- Richard Kiley: l'advocat Woodrow Wilson King
- Charles McGraw: el cap adjunt John P. Hildebrand
- Madeleine Sherwood: Madame Eileen Sanderson
- Robert F. Lyons: Paul Martin Sanderson
- Frank Marth: el tinent Smithson
- Marj Dusay: Liz Tennant
- Paul McGrath: el senador Cole
- Harry Lewis: Brooks Elliot